# براتاها
براتاها (انگلیسی: Bharatas) یک قبیله ریگودایی بودند که در دوره ودایی وجود داشته‌اند. اولین مکان ذکر شده از براتاها در اولین رود ساراسواتی در جنوب افغانستان ذکر شده‌است. نام «براتا» ریشه هند آریایی و هندی ایرانی دارد.
در نبردی به نام «نبرد ده پادشاه» براتاها موفق شدند، تمام قلمرو پورو (پنجاب غربی) که در اطراف رودخانه ساراسواتی متمرکز است را اشغال کنند و مهاجرت خود را به سمت شرق تکمیل کنند. براتاها بنیانگذار پادشاهی کورو، اولین ایالت بنیانگذاری شده و تأیید شده در تاریخ هند بودند.

## در ادبیات
در حماسه مهاباراتا، جد کوروس امپراتور براتا می‌شود و فرمانروا و پادشاهی او براتا نامیده می‌شود. قبیله براتا که در مهاباراتا ذکر شده‌است زیر طایفه ای از قبیله پورو است که پسرعموهای قوم یدوه بودند. «براتا» امروزه نام رسمی جمهوری هند است.